# Eredivisie 1957/58
Het seizoen 1957/58 van de Nederlandse Eredivisie ging van start op 25 augustus 1957 en eindigde op 4 juni 1958.
Dit was het tweede seizoen waarin onder de KNVB-vlag een professionele Eredivisie werd gevoetbald. Het jaar ervoor waren Eindhoven en Willem II gedegradeerd. Hiervoor in de plaats kwamen ADO en Blauw-Wit.
De strijd om de eerste plaats ging lange tijd tussen DOS, Sportclub Enschede (met Abe Lenstra in de gelederen) en Ajax. Aan het eind van de competitie bleek er een beslissingswedstrijd noodzakelijk tussen DOS en Sportclub Enschede. In een duel in de Nijmeegse Goffert werd in de derde verlenging (van de maximaal vier van elk zeven en een halve minuut) de beslissende goal gescoord door Tonny van der Linden, waarmee hij voor de eerste en tot nu toe enige keer het landskampioenschap naar Utrecht haalde. De wedstrijd was na sudden death meteen afgelopen. Abe Lenstra is in zijn fraaie carrière nooit landskampioen geworden.

## Teams
| Club               | Plaats           | Accommodatie           | Capaciteit | Trainer            |
| ------------------ | ---------------- | ---------------------- | ---------- | ------------------ |
| ADO                | Den Haag         | Zuiderparkstadion      | 29.000     | Rinus Loof         |
| Ajax               | Amsterdam        | De Meer                | 29.500     | Karl Humenberger   |
| Amsterdam          | Amsterdam        | Olympisch Stadion      | 65.000     | Hans Croon         |
| Blauw-Wit          | Amsterdam        | Olympisch Stadion      | 65.000     | Cor Sluijk         |
| BVV                | 's-Hertogenbosch | De Vliert              | 25.000     | Charles Jackson    |
| DOS                | Utrecht          | Galgenwaard            | 17.000     | Joseph Gruber      |
| Elinkwijk          | Utrecht          | Amsterdamsestraatweg   | 13.000     | Wim Groenendijk    |
| Feijenoord         | Rotterdam        | Stadion Feijenoord     | 65.000     | Jaap van der Leck  |
| Fortuna '54        | Geleen           | Mauritsstadion         | 27.000     | Bram Appel         |
| GVAV               | Groningen        | Oosterpark             | 17.500     | Otto Bonsema       |
| MVV                | Maastricht       | De Boschpoort          | 18.000     | Reiner Hammers     |
| NAC                | Breda            | Beatrixstraat          | 18.000     | Jan Blom           |
| NOAD               | Tilburg          | Gemeentelijk Sportpark | 20.000     | Kees van Dijke     |
| PSV                | Eindhoven        | Philips Stadion        | 17.500     | George Hardwick    |
| Rapid JC           | Kerkrade         | Kaalheide              | 25.000     | Viktor Havlicek    |
| Sparta             | Rotterdam        | Het Kasteel            | 22.000     | Denis Neville      |
| Sportclub Enschede | Enschede         | Het Diekman            | 22.000     | František Fadrhonc |
| VVV                | Venlo            | De Kraal               | 18.000     | Willy Kment        |

## Eindstand
| pos | club                | gs | w  | g  | v  | pnt | dv | dt | ds  |
| --- | ------------------- | -- | -- | -- | -- | --- | -- | -- | --- |
| 1.  | DOS¹                | 34 | 19 | 9  | 6  | 47  | 84 | 52 | 32  |
| 2.  | Sportclub Enschede¹ | 34 | 19 | 9  | 6  | 47  | 75 | 48 | 27  |
| 3.  | Ajax                | 34 | 17 | 8  | 9  | 42  | 62 | 44 | 18  |
| 4.  | Fortuna '54         | 34 | 16 | 8  | 10 | 40  | 72 | 53 | 19  |
| 5.  | MVV                 | 34 | 15 | 7  | 12 | 37  | 57 | 50 | 7   |
| 6.  | ADO                 | 34 | 14 | 7  | 13 | 35  | 68 | 56 | 12  |
| 7.  | VVV                 | 34 | 14 | 7  | 13 | 35  | 61 | 59 | 2   |
| 8.  | NAC                 | 34 | 15 | 5  | 14 | 35  | 69 | 70 | -1  |
| 9.  | Sparta              | 34 | 11 | 12 | 11 | 34  | 63 | 62 | 1   |
| 10. | PSV                 | 34 | 13 | 6  | 15 | 32  | 73 | 70 | 3   |
| 11. | Feijenoord          | 34 | 13 | 6  | 15 | 32  | 74 | 76 | -2  |
| 12. | Rapid JC            | 34 | 13 | 5  | 16 | 31  | 56 | 67 | -11 |
| 13. | Blauw-Wit           | 34 | 11 | 8  | 15 | 30  | 56 | 59 | -3  |
| 14. | Amsterdam           | 34 | 9  | 12 | 13 | 30  | 54 | 63 | -9  |
| 15. | NOAD                | 34 | 11 | 7  | 16 | 29  | 50 | 76 | -26 |
| 16. | Elinkwijk²          | 34 | 10 | 8  | 16 | 28  | 47 | 71 | -24 |
| 17. | GVAV²               | 34 | 10 | 8  | 16 | 28  | 58 | 63 | -5  |
| 18. | BVV                 | 34 | 7  | 6  | 21 | 20  | 56 | 96 | -40 |

### Legenda
| Kleur | Kwalificatie voor                    |
| ----- | ------------------------------------ |
|       | Landskampioen, Voorronde Europacup I |
|       | KNVB Beker winnaar                   |
|       | Degradatie naar de Eerste divisie    |
|       | International Football Cup           |

#### Beslissingswedstrijden
¹ Om het landskampioenschap speelden DOS en Sportclub Enschede (beide 47 punten behaald) een play-off wedstrijd. De wedstrijd die gespeeld werd in het Goffertstadion eindigde in 1–0 in het voordeel van de Utrechters.
| Datum + plaats                                                                      | Wedstrijd                | Uitslag                     | Scoreverloop                  |
| ----------------------------------------------------------------------------------- | ------------------------ | --------------------------- | ----------------------------- |
| 15 juni 1958, Nijmegen, Goffertstadion 38.000 toeschouwers Scheidsrechter: Leo Horn | DOS – Sportclub Enschede | 1 – 0 n.v. met sudden death | 109' Tonny van der Linden 1–0 |

² Om handhaving in de eredivisie speelden Elinkwijk en GVAV (beide 28 punten behaald) een play-off wedstrijd. De wedstrijd die gespeeld werd in Stadion Veldwijk eindigde in 2–1 in het voordeel van de Utrechters.
| Datum + plaats                                                                             | Wedstrijd        | Uitslag       | Scoreverloop                                                                 |
| ------------------------------------------------------------------------------------------ | ---------------- | ------------- | ---------------------------------------------------------------------------- |
| 15 juni 1958, Hengelo, Stadion Veldwijk 15.000 toeschouwers Scheidsrechter: André La Croix | Elinkwijk – GVAV | 2 – 1 (0 – 1) | 20' Humphrey Mijnals (e.d.) 0–1, 68' Michel Kruin 1–1, 82' Frank Mijnals 2–1 |

### Uitslagen
| Thuis (beneden) / Uit (rechts) | ADO   | AJA   | AMS   | BLW   | BVV   | DOS   | ELI   | ENS   | FEIJ  | F54   | GVA   | MVV   | NAC   | NOA   | PSV   | RAP   | SPA   | VVV   |
| ------------------------------ | ----- | ----- | ----- | ----- | ----- | ----- | ----- | ----- | ----- | ----- | ----- | ----- | ----- | ----- | ----- | ----- | ----- | ----- |
| ADO                            |       | 3 – 1 | 3 – 3 | 1 – 0 | 0 – 1 | 6 – 2 | 1 – 0 | 2 – 4 | 6 – 3 | 1 – 2 | 1 – 1 | 0 – 1 | 5 – 0 | 0 – 4 | 2 – 0 | 2 – 1 | 3 – 3 | 1 – 0 |
| Ajax                           | 1 – 1 |       | 3 – 4 | 1 – 0 | 3 – 1 | 1 – 0 | 1 – 1 | 0 – 0 | 1 – 2 | 2 – 0 | 3 – 2 | 4 – 0 | 3 – 1 | 1 – 0 | 1 – 2 | 1 – 1 | 2 – 2 | 2 – 1 |
| Amsterdam                      | 2 – 1 | 0 – 2 |       | 1 – 3 | 3 – 1 | 0 – 0 | 0 – 1 | 2 – 2 | 1 – 1 | 4 – 1 | 0 – 0 | 3 – 2 | 3 – 2 | 1 – 1 | 0 – 2 | 2 – 3 | 2 – 2 | 6 – 1 |
| Blauw-Wit                      | 3 – 2 | 2 – 1 | 1 – 1 |       | 1 – 2 | 2 – 2 | 1 – 1 | 1 – 0 | 1 – 4 | 3 – 3 | 2 – 3 | 1 – 3 | 1 – 1 | 1 – 2 | 6 – 3 | 1 – 0 | 0 – 0 | 4 – 1 |
| BVV                            | 2 – 4 | 0 – 1 | 3 – 3 | 1 – 2 |       | 2 – 4 | 1 – 0 | 1 – 1 | 1 – 3 | 0 – 2 | 2 – 2 | 2 – 3 | 1 – 2 | 0 – 2 | 1 – 5 | 2 – 2 | 6 – 4 | 3 – 3 |
| DOS                            | 4 – 2 | 5 – 1 | 3 – 1 | 0 – 0 | 2 – 1 |       | 4 – 1 | 0 – 2 | 6 – 2 | 1 – 0 | 4 – 2 | 2 – 1 | 5 – 2 | 1 – 1 | 2 – 2 | 3 – 2 | 2 – 1 | 6 – 1 |
| Elinkwijk                      | 1 – 4 | 0 – 3 | 2 – 1 | 0 – 5 | 0 – 4 | 2 – 3 |       | 1 – 0 | 1 – 0 | 1 – 1 | 2 – 3 | 3 – 3 | 2 – 1 | 1 – 2 | 3 – 3 | 2 – 1 | 3 – 1 | 2 – 2 |
| Sportclub Enschede             | 4 – 3 | 0 – 3 | 0 – 0 | 3 – 2 | 4 – 0 | 0 – 0 | 5 – 2 |       | 4 – 2 | 0 – 7 | 3 – 2 | 2 – 0 | 3 – 0 | 3 – 0 | 5 – 4 | 4 – 0 | 2 – 0 | 3 – 0 |
| Feijenoord                     | 0 – 1 | 2 – 3 | 3 – 1 | 3 – 1 | 2 – 4 | 4 – 4 | 5 – 2 | 1 – 1 |       | 1 – 1 | 2 – 1 | 3 – 1 | 3 – 1 | 4 – 0 | 3 – 2 | 5 – 1 | 1 – 2 | 1 – 3 |
| Fortuna '54                    | 2 – 1 | 1 – 1 | 3 – 1 | 6 – 2 | 3 – 2 | 1 – 0 | 2 – 2 | 0 – 2 | 2 – 1 |       | 1 – 2 | 0 – 1 | 5 – 5 | 1 – 2 | 1 – 0 | 3 – 0 | 1 – 3 | 2 – 2 |
| GVAV                           | 3 – 2 | 0 – 1 | 2 – 1 | 1 – 0 | 1 – 2 | 1 – 2 | 0 – 0 | 2 – 2 | 3 – 3 | 1 – 7 |       | 0 – 0 | 1 – 3 | 5 – 0 | 7 – 1 | 2 – 3 | 4 – 0 | 1 – 3 |
| MVV                            | 1 – 0 | 3 – 0 | 1 – 1 | 3 – 1 | 9 – 0 | 0 – 4 | 6 – 2 | 2 – 1 | 0 – 4 | 1 – 2 | 1 – 1 |       | 2 – 1 | 3 – 1 | 0 – 1 | 1 – 1 | 1 – 1 | 0 – 1 |
| NAC                            | 0 – 0 | 2 – 1 | 1 – 1 | 2 – 5 | 4 – 2 | 4 – 0 | 1 – 2 | 1 – 2 | 3 – 1 | 4 – 3 | 4 – 1 | 0 – 1 |       | 4 – 0 | 1 – 6 | 0 – 3 | 4 – 1 | 4 – 1 |
| NOAD                           | 2 – 3 | 1 – 3 | 0 – 2 | 1 – 0 | 3 – 3 | 3 – 3 | 1 – 2 | 2 – 6 | 1 – 1 | 1 – 0 | 3 – 1 | 2 – 3 | 2 – 4 |       | 3 – 1 | 2 – 0 | 0 – 3 | 2 – 1 |
| PSV                            | 1 – 1 | 0 – 5 | 6 – 1 | 2 – 3 | 5 – 3 | 2 – 3 | 1 – 0 | 1 – 1 | 6 – 0 | 2 – 3 | 1 – 0 | 2 – 0 | 0 – 1 | 2 – 2 |       | 4 – 2 | 1 – 1 | 3 – 0 |
| Rapid JC                       | 0 – 4 | 2 – 1 | 1 – 2 | 3 – 1 | 4 – 1 | 1 – 0 | 2 – 1 | 3 – 4 | 3 – 2 | 2 – 3 | 1 – 0 | 2 – 2 | 1 – 2 | 3 – 1 | 3 – 1 |       | 1 – 1 | 2 – 1 |
| Sparta                         | 2 – 2 | 4 – 4 | 5 – 1 | 0 – 0 | 3 – 1 | 1 – 7 | 0 – 2 | 1 – 1 | 4 – 2 | 2 – 2 | 1 – 0 | 2 – 1 | 0 – 1 | 8 – 1 | 2 – 0 | 2 – 1 |       | 1 – 2 |
| VVV                            | 2 – 0 | 1 – 1 | 1 – 0 | 2 – 0 | 6 – 0 | 0 – 0 | 3 – 2 | 3 – 1 | 4 – 0 | 0 – 1 | 2 – 3 | 0 – 1 | 3 – 3 | 2 – 2 | 4 – 1 | 4 – 1 | 1 – 0 |       |

- Uitslag VVV–Ajax na protest gewijzigd van 1–0 naar 1–1
- Elinkwijk–Sparta na 86 minuten gestaakt door foutieve tijdwaarneming en niet verder uitgespeeld

## Topscorers
| #   | Naam                 | Club               | Goal |
| --- | -------------------- | ------------------ | ---- |
| 1.  | Leo Canjels          | NAC                | 32   |
| 2.  | Tonny van der Linden | DOS                | 29   |
| 3.  | Coen Dillen          | PSV                | 28   |
| 4.  | Carol Schuurman      | ADO                | 24   |
| 4.  | Cor van der Gijp     | Feijenoord         | 24   |
| 6.  | Sepp Seemann         | Sportclub Enschede | 22   |
| 7.  | Bram Appel           | Fortuna '54        | 20   |
| 7.  | Jan Meijer           | NOAD               | 20   |
| 9.  | Cor Luiten           | DOS                | 19   |
| 10. | Lex Rijnvis          | ADO                | 18   |